# The Tempest – Der Sturm
The Tempest – Der Sturm ist ein US-amerikanisches komödiantisches Drama aus dem Jahr 2010, das auf dem gleichnamigen Theaterstück von William Shakespeare basiert. Helen Mirren spielt die Hauptrolle der Prospera, David Strathairn spielt King Alonzo, Djimon Hounsou stellt Caliban dar und Russell Brand ist in der Rolle des Trinculo zu sehen. Die Regie des Films übernahm Julie Taymor. Die Premiere fand auf den Internationalen Filmfestspielen von Venedig im September 2010 statt.
Sandy Powell erhielt eine Oscarnominierung für das Beste Kostümdesign. Es war ihre neunte Nominierung für einen Academy Award.

## Handlung
Prospera, Herzogin von Mailand, wird von ihrem Bruder Antonio um den Thron gebracht und auf einem Floß ausgesetzt, um mit ihrer vier Jahre alten Tochter Miranda zu sterben. Sie überleben und finden sich auf einer Insel gestrandet wieder, auf der das Biest Caliban der einzige Bewohner ist. Prospera versklavt Caliban und beansprucht die Insel. Nach 12 Jahren segelt Alonso, der König von Neapel, von der Hochzeit seiner Tochter mit dem Prinzen von Tunesien zurück. Er wird dabei von Antonio und seinem Sohn Ferdinand begleitet. Prospera, die eine Chance auf Rache wittert, verursacht einen Sturm, der das Schiff kentern und die Passagiere des Schiffs auf der Insel stranden lässt.

## Besetzung und Synchronisation
Die Synchronisation entstand nach dem Dialogbuch von Martin Schowanek unter der Dialogregie von Tyron Thein Watzinger in den Tonezone-Thein-&-Kahle-Studios.
| Rolle                    | Darsteller/in    | Deutsche Synchronstimme | Anmerkungen                                                                                   |
| ------------------------ | ---------------- | ----------------------- | --------------------------------------------------------------------------------------------- |
| Prospera                 | Helen Mirren     | Karin Buchholz          | die Hauptfigur, Mutter von Miranda und eine Hexe                                              |
| Miranda                  | Felicity Jones   | Stephanie Kirchberger   | Prosperas Tochter, welche sich in Ferdinand verliebt                                          |
| Ferdinand                | Reeve Carney     | Tim Kreuer              | Alonzos Sohn, welcher sich in Miranda verliebt                                                |
| Stephano                 | Alfred Molina    | Bernd Rumpf             | Alonzos Butler, der gemeinsam mit Trinculo an Calibans Verschwörung gegen Prospera teilnimmt  |
| Trinculo                 | Russell Brand    | Tammo Kaulbarsch        | Alonzos Hofnarr, der gemeinsam mit Stephano an Calibans Verschwörung gegen Prospera teilnimmt |
| Caliban                  | Djimon Hounsou   | Sascha Rotermund        | Prosperas Sklave, der sich gemeinsam mit Stephano und Trinculo gegen Prospera verschwört      |
| Antonio                  | Chris Cooper     | Jan Spitzer             | Prosperas Bruder und Mirandas Onkel                                                           |
| Sebastian                | Alan Cumming     | Viktor Neumann          | Alonzos Bruder                                                                                |
| Gonzalo                  | Tom Conti        | Wolf Frass              | ein Berater, der Prospera und Miranda hilft                                                   |
| Alonzo, König von Neapel | David Strathairn | Peter Kirchberger       | Ferdinands Vater und Arbeitgeber von Trinculo und Stephano                                    |
| Ariel                    | Ben Whishaw      | Jacob Weigert           | ein Geist, der Prospera hilft                                                                 |

## Produktion
Das Drehbuch von The Tempest – Der Sturm wurde von Julie Taymor geschrieben. Diese war auch Regisseurin des Films. Die Hauptfigur des Originalstücks ist Prospero. Taymor änderte das Geschlecht der Figur, um Helen Mirren als Prospera besetzen zu können. Taymor erklärte ihre Entscheidung folgendermaßen: „Ich hatte nicht wirklich einen männlichen Darsteller im Kopf, der mich begeisterte, jedoch gab es ein paar phänomenale weibliche [Schauspielerinnen] – Helen Mirren war eine von ihnen – die [mich denken liessen]: ,Mein Gott, ändert sich dieses Stück? Was passiert, wenn du die Rolle in eine weibliche Rolle änderst?‘“. Nachdem sie das Stück noch einmal gelesen hatte, kam sie zu der Überzeugung, dass die Geschichte die Änderung des Geschlechts ertragen könne, ohne künstlich zu wirken.
In Shakespeares Stück ist Prospero der Herzog von Mailand. In der Adaption hingegen ist Prospera die Frau des Herzogs. Ihr wird „unverhohlener Unrecht zugefügt“ als Prospera: Als der Herzog stirbt, beschuldigt sein Bruder Antonio sie des Mordes durch Hexerei. Antonio macht diese Anschuldigung, um Prospera loszuwerden und ihren königlichen Titel zu beanspruchen. Taymor sagte dazu: „Ihr ganzen Leben wurde ihr weggenommen, weil sie eine Frau war.“ Prospera will verhindern, dass dasselbe ihrer Tochter geschieht.
Die Hauptdreharbeiten fanden in vulkanischen Gebieten auf Hawaii statt.

## Veröffentlichung
The Tempest – Der Sturm prämierte auf den Internationalen Filmfestspielen von Venedig am 11. September 2010 als Abschlussfilm der Filmfestspiele. Als Disney Miramax Films an die Filmyard Holdings verkaufte, übernahmen sie den Vertrieb durch die Tochterfirma Touchstone Pictures. Der Film wurde am 10. Dezember 2010 offiziell veröffentlicht.

### Rezeption
The Tempest – Der Sturm erhielt hauptsächlich negative Bewertungen von Kritikern. Rotten Tomatoes gibt an, dass 30 % von 89 Kritikern den Film positiv bewerteten, wobei die durchschnittliche Wertung bei 4,70 von 10 Punkten lag. Entertainment Weekly gab an, der Film sei „theatralisch ambitioniert, musikalisch beschäftigt und am Ende filmisch träge“ und „reflektiert klar die Urheberschaft der mythenliebenden Regisseurin Julie Taymor“. USA Today bemerkte: „Mirren hält den Film auf dem richtigen Weg, aber unverständliches Geschrei und sinnlose Spielereien verdecken subtile Momente.“ In ähnlicher Weise fiel die Rezension der Newsweek aus. Die Spezialeffekte des Films fügten „in einem überraschenden Ausmaß“ nur „wenig zur Geschichte“ hinzu. Im Vergleich zur „prägnanten Macht von [Shakespeares] Sprache“, scheine die „Bildschirm-Zauberei“ Taymors als „grobe Magie“. David Denby hingegen lobte in der Zeitung The New Yorker die Stärken des Films, zu denen er hauptsächlich die schauspielerische Leistung Helen Mirrens als Prospera zählte. In einem Review für The Sydney Morning Herald zeigte sich Sandra Hall positiv gegenüber Taymors Interpretation von Shakespeares Stück und lobte die visuellen Elemente.

### Auszeichnungen
| Preis            | Datum der Verleihung | Kategorie                       | Nominierte   | Ergebnis    |
| ---------------- | -------------------- | ------------------------------- | ------------ | ----------- |
| Academy Awards   | 27. Februar 2011     | Bestes Kostümdesign             | Sandy Powell | Nominierung |
| Satellite Awards | 19. Dezember 2010    | Beste Hauptdarstellerin – Drama | Helen Mirren | Nominierung |

## Varia
- Im Jahr 2011 wurde The Tempest – Der Sturm in Hannover-Herrenhausen mit Kompositionen von Heiner Lürig und Texten von Heinz Rudolf Kunze aufgeführt.